# زبان اشاره کره‌ای
زبان اشاره کره‌ای زبان اشاره‌ای است که توسط ناشنوایان و کم شنوایان در کره جنوبی استفاده می‌شود.